# 閔楷
閔楷（1480年—？），字直臣，又字正甫，號南湖，直隶任丘縣（今河北省任丘市）人，明朝政治人物。

## 生平
弘治十四年（1501年）辛酉科順天鄉試舉人，弘治十八年（1505年）乙丑科進士。闵楷与兄闵槐同榜，选庶吉士。丁憂歸，服闋，正德二年（1587年）十二月授官禮科给事中，五年二月升工科右，六年八月升户科左，七年七月升刑科都，十一月升山東左參議，遷浙江左參政，十六年五月升河南右布政使，十一月升左布政使，嘉靖二年（1523年）正月考察去職。後任太僕寺卿，六年二月升工部右侍郎，九月因李福达案去職。
嘉靖二十一年（1542年）四月起为南京兵部右侍郎，二十三年十月改户部右侍郎，十一月升左侍郎，二十四年四月升南京礼部尚书，十二月改任户部尚书，二十五年二月被南京給事中萬虞愷劾奏罢免。

## 家族
曾祖父閔彛，貢士；祖父閔琦；父閔定，聽選官。母卞氏。兄閔槐。